# Agar's Island
Agar's Island är en ö i Bermuda (Storbritannien).   Den ligger i parishen Pembroke, i den sydvästra delen av landet, 3 kilometer väster om huvudstaden Hamilton.